# سدریک منسا
سدریک منسا (انگلیسی: Cédric Mensah؛ زادهٔ ۶ مارس ۱۹۸۹) بازیکن فوتبال اهل فرانسه است.
از باشگاه‌هایی که در آن بازی کرده‌است می‌توان به باشگاه فوتبال پاریس، باشگاه فوتبال لو مان، و باشگاه فوتبال المپیک مارسی اشاره کرد.
وی همچنین در تیم ملی فوتبال توگو بازی کرده‌است.